# آگنیشکا دیگانت
آگنیشکا اورشولا دیگانت (لهستانی: Agnieszka Urszula Dygant؛ زادهٔ ۲۷ مارس ۱۹۷۳) بازیگر اهل لهستان است.
از فیلم‌ها یا مجموعه‌های تلویزیونی که وی در آن‌ها نقش داشته است، می‌توان به بوتاکس،موج جرم و جنایت، فقط عاشقم باش، یک قلب گرم، جادوگر (مجموعه تلویزیونی)، در خوشی و سختی، قانون حقیقی، نامه به بابا نوئل ۲، نامه به بابا نوئل ۳ و پرستار کودک اشاره نمود.